# Service public administratif
Pour les articles homonymes, voir SPA.
En droit administratif français, un service public administratif (SPA) est un service public qui est presque entièrement soumis aux règles du droit public. 
La notion s'est développée par opposition avec celle de service public industriel et commercial (SPIC) à la suite de la décision du Tribunal des conflits Société commerciale de l'Ouest africain, prononcée en 1921. 

## Critères et régime
La doctrine considère que les services publics sont par principe administratifs, sauf s'ils remplissent les critères du service public industriel et commercial : 
1. L'objet du service : il doit s'agir d'une activité de vente ou de production de biens, ou d'une prestation de service.
2. L'origine des ressources. Il s'agit d'un SPIC lorsque les ressources viennent principalement de redevances perçues sur les usagers du service.
3. La modalité d'organisation et de fonctionnement du service (critère de gestion), lorsque ses modalités sont proches de celles d'une entreprise de droit privé, on penchera alors pour le SPIC.

Le rattachement d'un service public administratif au droit public entraîne une application large du droit administratif. Le service public emploie donc majoritairement des agents sous statut, le plus souvent des fonctionnaires. Les règles financières applicables sont celles des finances publiques et de la comptabilité publique. 
L'usager d'un service public administratif est également placé dans une situation statutaire et réglementaire à l'égard du service, et non dans une relation contractuelle. En cas de responsabilité de la personne chargée du service public administratif, c'est le régime de la responsabilité administrative qui s'applique. 

## Modes de gestion
Un service public administratif peut être administré en régie directe ou confié à un établissement public à caractère administratif. 
Mais un service public, même administratif, peut être assuré par une personne juridique de droit privé. Tel est le cas des établissements de santé privés d'intérêt général (à but non lucratif) assurant les missions de service public des établissements de santé. Les écoles privées sous contrat ont aussi des missions de service public administratif, pour lequel les enseignants sont d'ailleurs rémunérés par l'État. 
La sécurité sociale, également service public administratif, est géré par des organismes de droit privé. Dans le domaine du sport, les fédérations sportives, constituées sous la forme associative, peuvent être chargées de missions de service public administratif. 